# American Locomotive Company
La société American Locomotive Company (ALCO) était une société américaine de construction de locomotives de 1901 à 1969.

## Histoire

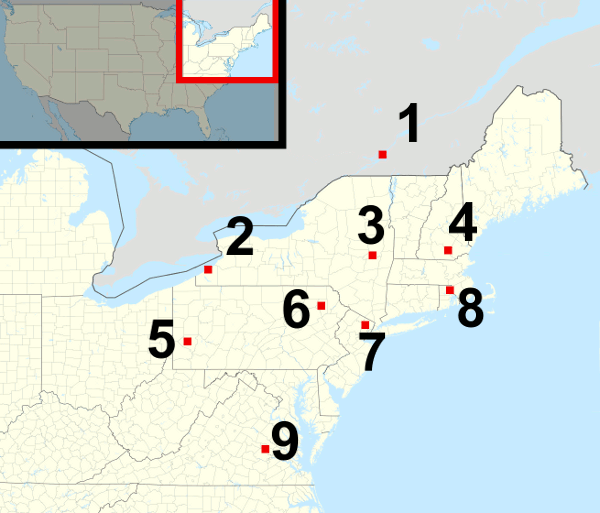
Localisation des usines: 1 Montréal, 2 Brooks, 3 Shenectady, 4 Manchester, 5 Pittsburg, 6 Dickson, 7 Cooke, 8 Rhodes Island, 9 Richmond

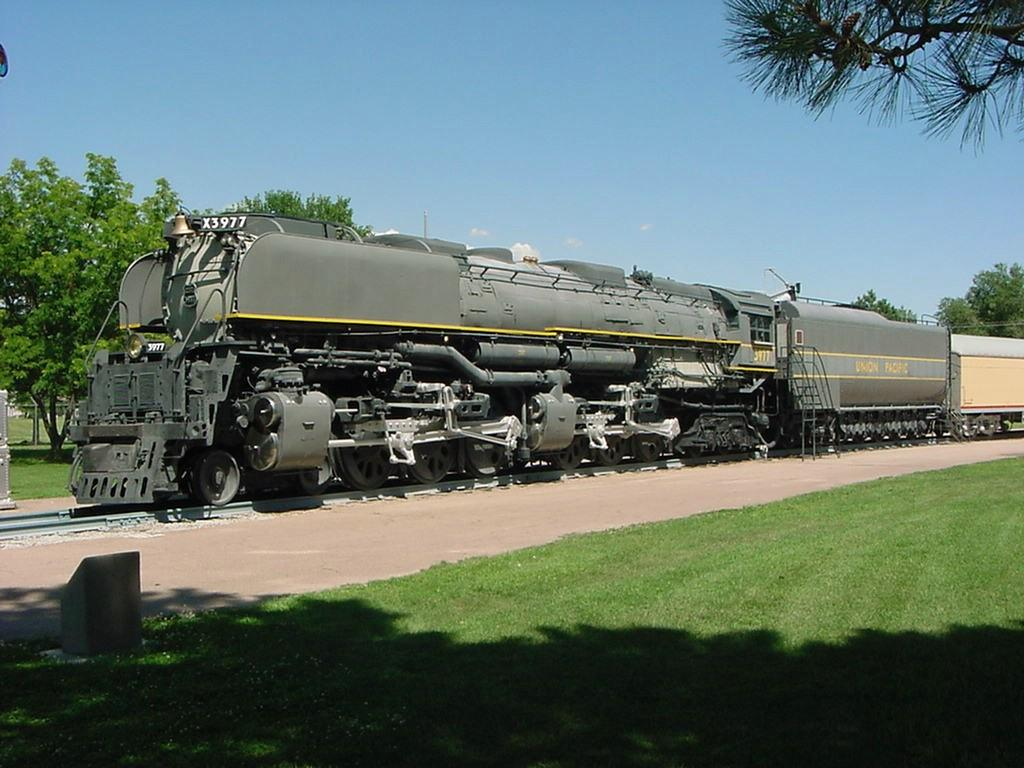
La Challenger 3977 construite par Alco Schenectady.

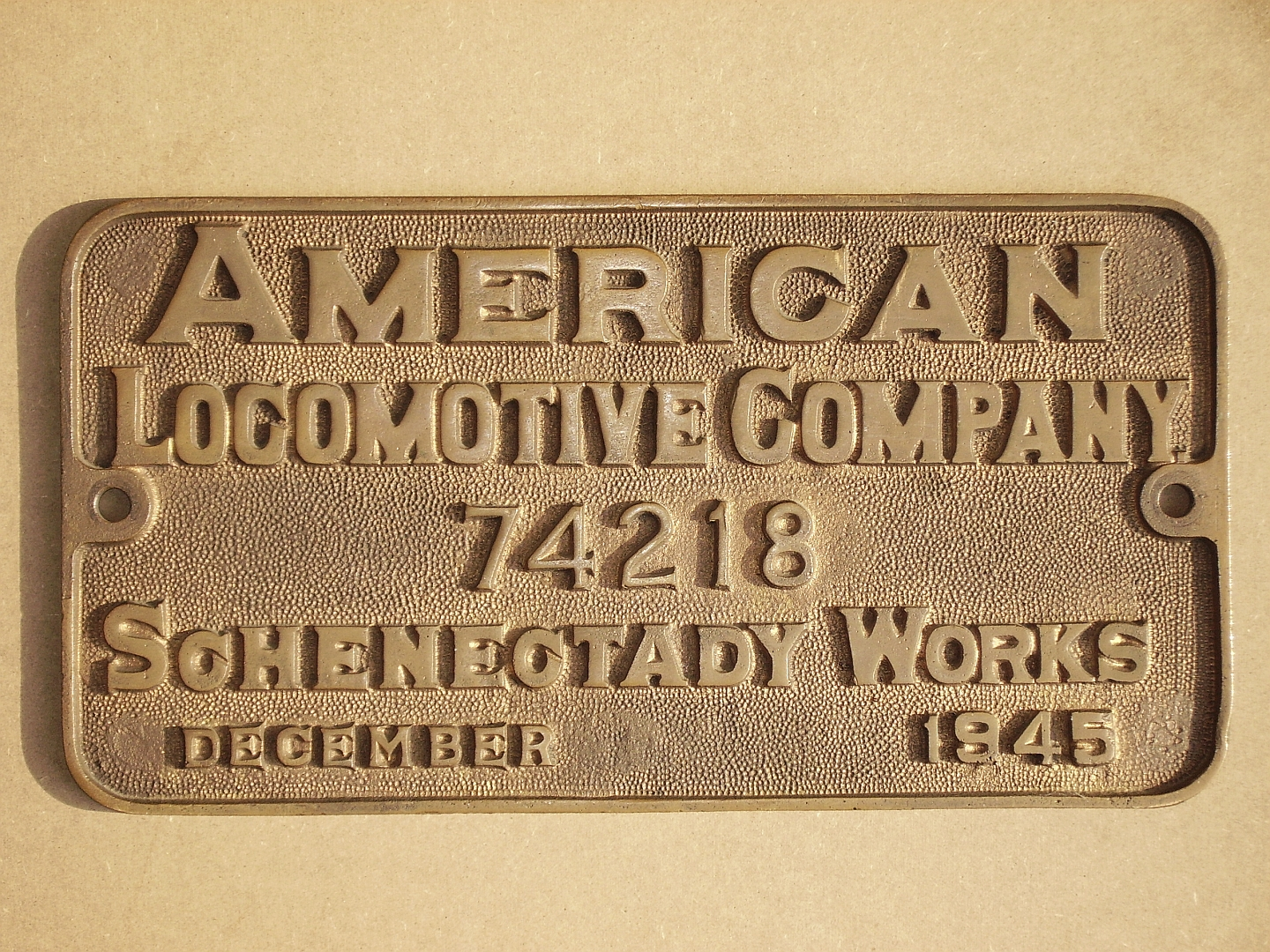
Plaque de constructeur American Locomotive Company.

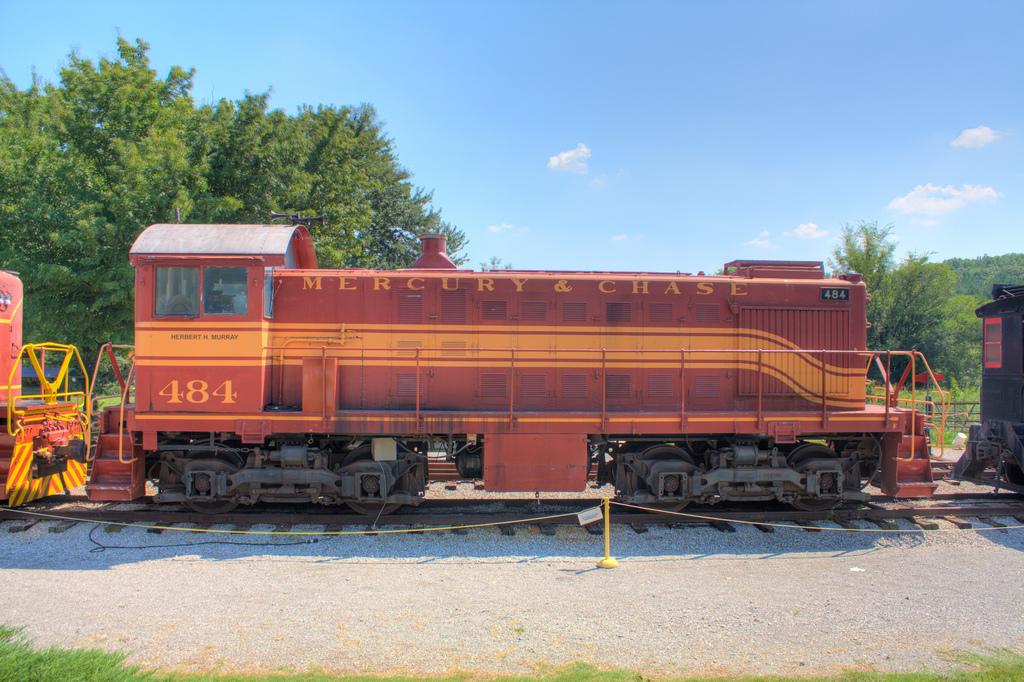
Locomotive diésel ALCO S-2, en vedette dans la North Alabama Railroad Museum, (Musée de chemin de fer du nord de l'Alabama).

La société fut créée le 24 juin 1901 par fusion de plusieurs petits constructeurs américains :
- Brooks Locomotive Works de Dunkirk, New York, fondée en 1869 ;
- Danforth-Cooke Locomotive and Machine Works de Paterson, New Jersey, fondée en 1882 ;
- Dickson Manufacturing Company de Scranton, Pennsylvanie, fondée en 1862 ;
- Manchester Locomotive Works de Manchester, New Hampshire, fondée en 1856 ;
- Pittsburgh Locomotive and Car Works de Pittsburgh, Pennsylvanie, fondée en 1867 ;
- Rhode Island Locomotive Works de Providence, Rhode Island, fondée en 1866 ;
- Richmond Locomotive Works de Richmond, Virginie, fondée en 1886 ;
- Schenectady Locomotive Works de Schenectady, New York, fondée en 1851.

Le siège social de la nouvelle société fut établi à Schenectady. Puis :
- En 1904, Alco rachète la Montreal Locomotive Works (MLW), fondée en 1866
- En 1905, Alco racheta la Rogers Locomotive Works, Patterson, NJ, fondée en 1837

Le site de Schenectady cessera sa production de locomotives en 1969.
Rogers était, à l'époque de son rachat, la seconde entreprise ferroviaire américaine derrière la Baldwin Locomotive Works. Durant les années suivantes, la construction des locomotives se répartit entre les divers sites. Le lieu de production est toujours précisé sur la liste de production.

### Production
Outre les locomotives, Alco produit dans les années 1920 des voitures particulières puis à partir de 1940, du matériel militaire allant des munitions aux chars de combat.
L'entreprise Alco Product conçut dans le cadre du Army Nuclear Power Program deux réacteurs nucléaires pour les forces armées des États-Unis dont le premier portable qui fut en fonction de 1960 à 1963/1963 au camp Century au Groenland.

### Locomotives à vapeur
En 1927, Alco construisit pour le New York Central Railroad la première locomotive de type (4-6-4) Hudson, et, en 1941, les plus grosses locomotives à vapeur jamais construites, les locomotives articulées type Big Boy pour l'Union Pacific.
Les dernières locomotives à vapeur construites par Alco Schenectady furent une courte série de sept machines type Berkshire (locomotive) de la class A-2a, pour le réseau du Pittsburgh and Lake Erie Railroad en mai et juin 1948, et numérotées de 9400 à 9406.

### Locomotives Diesel
Parmi les locomotives Diesel produites par Alco dans les années 1940, figurent les ALCO RSD-1 (en), de type road switcher d'une puissance de 1 000 ch, construites en collaboration avec General Electric de 1942 à 1946, et également les locomotives de ligne ALCO PA (en) de type cab unit, construites de 1946 à 1953.